# Хохлов Олександр Євгенович
Олександр Євгенович Хохлов (1892–1966) — радянський актор театру та кіно. Народний артист РРФСР (1946). Лауреат Сталінської премії другого ступеня (1951).

## Фільмографія

### Ролі в театрі
- 1934 — «Лихо з розуму» А. С. Грибоєдов — Олександр Андрійович Чацький
- 1950 — «Прапор адмірала» А. П. Штейна — князь Г. А. Потьомкін

### Ролі в кіно
1. 1938 — Ленін в 1918 році — Професор
2. 1941 — Першодрукар Іван Федоров
3. 1946 — Адмірал Нахімов — Наполеон III
4. 1949 — Важкий долі (фільм)- Григорій
5. 1953 — Вихори ворожі — Френсіс
6. 1956 — Пролог — полковник
7. 1957 — Борець і клоун — Капулетті
8. 1963 — Секретар обкому — Черногус

## Визнання і нагород
- Заслужений артист РРФСР (1940)
- Народний артист РРФСР (1946)
- Сталінська премій другого ступеня(1951) — за виконання ролі князя Г. А. Потьомкіна в спектаклі «Прапор адмірала» А. П. Штейна